# Bulanouare
Bulanouare  (in arabo بولنوار‎?) è un centro abitato e comune rurale del Marocco situato nella provincia di Khouribga, regione di Béni Mellal-Khénifra. Conta una popolazione di 16 041 abitanti (censimento 2014).